# Lebo Mashile
Lebo Mashile, ou Lebogang Mashile, née le 2 juillet 1979  en Rhode Island, aux États-Unis, est une poétesse et une actrice sud-africaine.

## Biographie
Fille de parents immigrés, originaires d'Afrique du Sud, elle est née aux États-Unis et retourne s'installer en Afrique du Sud au milieu des années 1990, après la fin du régime d'apartheid. Elle commence à étudier le droit et les relations internationales à l'Université du Witwatersrand,  mais s'intéresse en fait de plus en plus aux arts. AvecMyesha Jenkins, Ntsiki Mazwai et Napo Masheane, elle fonde un groupe de poésie, Feela Sistah Spoken Word Collective, qui tire son inspiration de la culture populaire.
Elle apparaît dans le film Hotel Rwanda, en 2004, et joue également dans un certain nombre de productions théâtrales, y compris dans des spectacles qui combinent la danse, la musique et la poésie. Elle enregistre aussi un album live mélangeant de la poésie, du hip-hop et de la soul, et intitulé Lebo Mashile Live. Elle co-produit un programme documentaire, L'Attitude, sur SABC 1, et anime une émission de jeu Drawing the line sur SABC 2,.
En 2005, elle publie son premier recueil de poésie,  In a ribbon of rhythm,  pour lequel elle reçoit le Prix Noma en 2006. 
Par ailleurs, différentes revues anglo-saxonnes citent son nom parmi les personnalités féminines des générations montantes en Afrique du Sud, notamment la revue américaine Cosmopolitan, et le journal sud-africain Mail & Guardian, en 2006 et 2007.

## Principales publications
- In a ribbon of rhythm, recueil de poésie (2005)[1].
- Flying above the sky, recueil de poésie (2008)[1].